# Spansk Sahara
Spansk Sahara (omfattende Rio de Oro og Saguia el-Hamra) var en spansk koloni i Nordafrika fra 1884-1975 mellem Kap Blanco i syd og Wadi Draa i nord.
Efter 1956 gjorde det uafhængige Marokko krav på området. I 1970'erne begyndte Polisario-fronten en guerillakrig imod Spanien. I 1975 blev Spansk Sahara delt mellem Marokko og Mauretanien.

## Historie
Territoriet mellem Kap Blanco og Kap Bojador blev okkuperet af Spanien i 1884, territoriet Wadi Draa i år 1900.

## Areal og grænser
Det samlede areal udgjorde 285.200 km². Grænserne ind mod land blev fastsat ved overenskomster med Frankrig i 1904 og 1912.

## Befolkning
Området talte omkring 1920 henved 50.000 indbyggere.

## Økonomi
Da så godt som hele arealet er ørkenagtigt, udgørende en del af Sahara, og kun beboet af nomadiserende araber- og berberstammer, havde det kun ringe økonomisk betydning. Derimod blev der drevet et betydeligt fiskeri, navnlig af torsk, ved kysten. Det var især beboerne på de lige over for liggende Canariske Øer, der drev dette fiskeri, som ville kunne være blevet endnu mere indbringende, hvis der anvendtes bedre metoder. Det var for at beskytte dette fiskeri, at spanierne besatte kystlandet.

## Hovedstad
Administrationens sæde lå i den lille by Villa Cisneros på spidsen af halvøen uden for bugten Rio de Oro.

## Handel
Indførslen beløb sig 1920 til 113.300 pesetas og udførslen (hovedsagelig fisk og dadler) til 281.750 pesetas.

## For områdets senere historie, se
- Vestsahara

25°N 13°V / 25°N 13°V